# Giardini-Naxos

Ubicació de Giardini-Naxos dins de la província

Giardini-Naxos (sicilià Giaddini ) és un municipi italià, dins de la ciutat metropolitana de Messina. L'any 2008 tenia 9.465 habitants. Limita amb els municipis de Calatabiano (CT) i Taormina.

## Administració
| Període | Identitat          | Partit                  |
| ------- | ------------------ | ----------------------- |
| 2008-   | Letizia Di Liberti | Comissari extraordinari |